# Volo Cubana de Aviación 972
Il volo Cubana de Aviación 972 era un collegamento passeggeri di linea operato dalla Global Air per conto di Cubana de Aviación tra l'aeroporto Internazionale José Martí e l'aeroporto Internazionale Frank Pais (Holguín). Il 18 maggio 2018, il Boeing 737-200 Adv. che operava il volo si schiantò subito dopo il decollo poche centinaia di metri dalla pista, presso la città di Santiago de las Vegas, causando la morte di 112 persone. Inizialmente vi erano 4 sopravvissuti, ma uno di loro morì durante il trasporto in ospedale e altri due pochi giorni dopo l'incidente.
Il volo 972 è il secondo peggior incidente aereo per numero di vittime nella storia di Cuba, superato solo dallo schianto del volo Cubana de Aviación 9646 nel 1989, nel quale persero la vita 150 persone. Il precedente grave incidente aereo su suolo cubano era stato il volo Aero Caribbean 883 nel 2010.

## L'aereo
Il velivolo coinvolto era un Boeing 737-200 (Adv.), codice di registrazione XA-UHZ (numero di serie 21816 e numero di linea 592), di proprietà della Global Air (nome commerciale della società Aerolíneas Damojh S.A. de C.V.) che lo aveva noleggiato a Cubana nell'aprile 2018. L'aeromobile era stato costruito nel 1979 ed aveva servito diverse compagnie aeree prima di essere acquistato da Global Air nel 2010 e, secondo un comunicato diffuso dal Governo messicano, aveva superato le ispezioni di sicurezza nel novembre 2017. Al momento dell'incidente, l'aereo aveva quasi 39 anni e aveva accumulato 69 596 ore di volo in 70 651 cicli di pressurizzazione.

## Passeggeri ed equipaggio
Sia i piloti che gli assistenti di volo erano di nazionalità messicana, mentre la quasi totalità dei passeggeri era cubana. L'unica sopravvissuta allo schianto, una passeggera cubana, soffrì di gravi ustioni, frammentazione della memoria, una lesione alla colonna cervicale che la lasciò paraplegica e l'amputazione della parte inferiore della gamba sinistra. Venne dimessa dall'ospedale quasi un anno dopo, nel marzo 2019.
| Nazionalità                 | Passeggeri | Equipaggio | Totale | Vittime |
| --------------------------- | ---------- | ---------- | ------ | ------- |
| Argentina                   | 2          | 0          | 2      | 2       |
| Cuba                        | 102        | 0          | 102    | 101     |
| Messico                     | 1          | 6          | 7      | 7       |
| Sahara Occidentale          | 1          | 0          | 1      | 1       |
| Sahara Occidentale e Spagna | 1          | 0          | 1      | 1       |
| Total                       | 107        | 6          | 113    | 112     |

## L'incidente
L'aereo decollò dall'aeroporto José Martí alle 12:08 locali e secondo alcune testimonianze perse subito quota virando bruscamente verso destra, andando a schiantarsi nei campi di un'azienda agricola, senza coinvolgere però gli abitanti del luogo. Il velivolo prese immediatamente fuoco, causando la morte di 109 persone tra passeggeri ed equipaggio. Delle 4 donne inizialmente sopravvissute, una morì durante il trasporto in ospedale, una seconda il 22 maggio e una terza il 25 maggio. Alla fine ci fu solo un superstite.

## Le indagini
Il Presidente cubano Miguel Díaz-Canel annunciò l'istituzione di una commissione di indagine coadiuvata dal National Transportation Safety Board, in qualità di rappresentante del paese costruttore dell'aeromobile, e da investigatori messicani.
Il 19 maggio 2018, il Ministro dei trasporti Adel Yzquierdo dichiarò che gli investigatori avevano trovato il flight data recorder (FDR) e che sperava che anche il Cockpit Voice Recorder (CVR) fosse recuperato al più presto. Lo stesso giorno la Dirección General de Aeronáutica Civil (l'autorità che sovraintende l'aviazione in Messico) mise sotto inchiesta Global Air per verificare se la compagnia fosse in regola con gli standard di sicurezza e ne sospese l'operatività il 21 maggio.
Il 5 giugno 2018, il Ministro dei Trasporti dichiarò che dopo il ritrovamento del Cockpit Voice Recorder entrambe le scatole nere erano state inviate negli Stati Uniti per essere analizzate.
Il 16 maggio 2019, l'istituto di aeronautica civile di Cuba rilasciò una dichiarazione dicendo "la causa più probabile dell'incidente sono state le azioni dell'equipaggio e gli errori nel calcolo di peso, bilanciamento e centro di gravità che hanno portato alla perdita di controllo del velivolo in fase di decollo". Sottolineò inoltre come il numero di passeggeri segnalato era stato di 62 quando la capacità massima dell'aereo era di soli 54, e il peso calcolato dei bagagli nella stiva dell'aeromobile era errato. Inoltre, il calcolo del carburante presente nei serbatoi eccedeva di 2 tonnellate.
Il foglio di carico presentato all'equipaggio aveva un peso al decollo di 99 900 libbre (45 300 kg), gli investigatori calcolarono invece quello reale di 104 000 libbre (47 000 kg). Anche il peso senza carburante era errato poiché i bagagli pesavano meno di quanto segnalato.
La IACC pubblicò il rapporto finale sull'incidente il 12 settembre 2019. Gli investigatori stabilirono che la causa più probabile dell'incidente era "lo stallo dell'aereo a seguito del suo ingresso in posizioni anomale subito dopo il decollo, che ha portato alla perdita di controllo a causa di una catena di errori, con una predominanza del fattore umano". Il rapporto affermava che i fattori umani che avevano contribuito erano "principalmente dovuti a incongruenze nell'addestramento dell'equipaggio, errori nel calcolo del peso e dell'equilibrio e dei bassi standard operativi rilevati durante il volo".